# Mateo Vázquez de Leca
Mateo Vázquez de Leca  (Córcega o Argel, c.1542-Madrid, 5 de mayo de 1591) fue un sacerdote católico y político español de ascendencia italiana.

## Biografía
De origen oscuro, se sabe poco de su infancia y juventud. En 1572, la inquisición de Cerdeña aseguró que era hijo de Santo de Ambrosini de Lecca e Isabel de Luchiano, nacido en Córcega. Aunque testigos, aseguraron que podría haber nacido en Argel durante el cautiverio de su madre embarazada. Tras su liberación su madre se instaló en Sevilla, donde entró a trabajar para Diego Vázquez de Alderete, canónigo del arzobispado de Sevilla. Este se convirtió en el protector de Mateo, cediéndoles a su fallecimiento en 1556 una munificencia, además de cederle el uso de su primer apellido. En Sevilla había iniciado sus estudios, probablemente en la Compañía de Jesús.
En 1565 pasó al servicio de Diego de Espinosa, presidente de la Casa de Contratación de Sevilla. Cuando Espinosa fue nombrado presidente del Consejo de Castilla, Mateo le acompañó como ayudante a Madrid, ordenándose sacerdote. En 1572 murió Diego de Espinosa, quien legó sus servicios a Felipe II, con el que obtuvo el cargo de secretario real el 29 de marzo de 1573.
Mateo Vázquez mantuvo una estrecha relación con el Enrique de Guzmán (II conde de Olivares), y su relación con éste le sirvió para ganarse la confianza de Felipe II. 
Aunque careció de mayor cargo, Vázquez ejerció una enorme influencia en las decisiones del monarca, convirtiéndose en uno de los más estrechos colaboradores del rey. Su rivalidad con Antonio Pérez y Ana de Mendoza de la Cerda, princesa de Eboli, le llevó a intrigar en su contra, siendo uno de los que hicieron estallar el escándalo que provocó el encarcelamiento de Pérez y el destierro de la princesa. Tras la caída de Pérez, la influencia de Vázquez alcanzó las más elevadas cotas hasta su fallecimiento el 5 de mayo de 1591 debido a la gota.